# Shirin Golchin
Shirin Golchin, född 15 december 1988 i Göteborg, är en svensk skådespelare.
Golchin har bland annat medverkat i TV-serierna Top Dog från 2023 och Morden i Sandhamn (2020-2022). Hon har även medverkat i filmen Uppsalakidnappningen från 2018.

## Filmografi (i urval)
- 2010 – Jakten på Julia (TV-serie)
- 2018 – Uppsalakidnappningen
- 2019 – Alex (TV-serie)
- 2020–2022 – Morden i Sandhamn (TV-serie)
- 2020 – Box 21 (TV-serie)
- 2022 – Meningen med livet (TV-serie)
- 2023 – Top Dog (TV-serie)
- 2024 – Strul

## Teater

### Roller
| År   | Roll   | Produktion                    | Regi          | Teater              |
| ---- | ------ | ----------------------------- | ------------- | ------------------- |
| 2024 | Gullan | Pelle Svanslös Gösta Knutsson | Dennis Sandin | Uppsala stadsteater |